# Матвеева, Елена Александровна
Еле́на Алекса́ндровна Матве́ева (род. 1947) — советская и российская писательница и журналистка.

## Биография
Елена Матвеева родилась в Ленинграде в семье военного моряка. После школы работала, ездила в экспедиции на Таймыр и Белое море, училась в Ленинградском педагогическом институте, затем в Литературном институте имени А. М. Горького в семинаре прозы Б.В. Бедного.
Первая повесть «Черновой вариант», посвящённая памяти Б. В. Бедного, была опубликована в 1978 году в журнале «Юность» и удостоена первой премии «Зелёного листка». Эта премия журнала присуждалась авторам, которые печатались впервые. Через два года повесть вышла отдельной книгой в издательстве «Детская литература».
Во время учёбы в Литинституте Матвеева была литературным консультантом в журнале «Пионер». Вернувшись из Москвы в Ленинград, занималась детской журналистикой, работала редактором, много лет сотрудничала с журналом «Костёр».
С 1985 года член Союза писателей Санкт-Петербурга.
Елена Матвеева опубликовала более тридцати книг, ее повести и рассказы публиковались в коллективных сборниках «Молодой Ленинград» (1979, 1980, 1981), «Точка опоры» (1980), «У костра» (1986), «Абориген» (1989), «Ловля бабочек и брошенный друг» (1990), а также в журналах: «Юность», «Костёр», «Аврора», «Уральский следопыт», «Север», «Мы» и других. Произведения переводились на финский, немецкий, болгарский и японский языки. Она автор романов «Нет имени тебе…», «Одинокий пастух» и «Эффект Лазаря», написанных под псевдонимом Елена Радецкая.
В 2014 году Матвеева стала финалистом литературной премии «Ясная Поляна» в номинации «Детство. Отрочество. Юность» («Ведьмины круги», издательство «Детская литература», 2013).
В 2015 году — финалист литературной премии «Ясная поляна» в номинации «XXI век» («Нет имени тебе...», издательство АСТ, 2014).